# Наливкино (Добринский сельсовет)
Нали́вкино — деревня в Добринском районе Липецкой области России.

## География
Деревня расположена у устья реки Плота. Верховья реки запружены и известны как Жигулевкий пруд.
У западной границы поселения расположено озеро Мирское.

## История
Основано в годы столыпинской аграрной реформы переселенцами из деревни Наливкино Усманского уезда. Название — по прежнему месту жительству.
В 1928 году состояла из 27 дворов.
В период коллективизации — организовано Жигулевское отделение совхоза «Кооператор», в связи с чем возникло второе название — Жигули.

## Население
| 2010 |
| ---- |
| 96   |